# جيم باول (لاعب كرة قاعدة)
جيم باول (بالإنجليزية: Jim Powell)‏ هو لاعب كرة قاعدة أمريكي، ولد في 30 أغسطس 1859 في ريتشموند في الولايات المتحدة، وتوفي في 20 نوفمبر 1929 في بوتي في الولايات المتحدة.

## وصلات خارجية
- جيم باول على موقعبيزبول رفرنس.كوم (الدوري الرئيسي) (الإنجليزية)